# José Rômulo Plácido Sales
José Rômulo Plácido Sales (15 de junho de 1968) foi Defensor público-geral da União do Brasil. Nascido em Luzilândia, José Rômulo formou-se em Direito pela Universidade Federal do Piauí (UFPI), e veio a integrar a Defensoria Pública do Piauí desde a sua criação, em 2001. Em 2009, foi escolhido pelo presidente Lula para chefiar a Defensoria Pública da União, tendo sido anteriormente, por três vezes, indicado para o cargo.
Alguns dos objetivos de José Rômulo, no cargo de defensor público-geral da União, foram facilitar o acesso da população brasileira aos serviços da Defensoria Pública bem como melhorar as condições de trabalho dos defensores. Na função de Defensor Público-Geral da União (hoje Defensor Público-Geral Federal), Rômulo abriu diversas Unidades da DPU em cidades interioranas das Unidades da Federação, em um processo necessário de interiorização do Órgão.